# جمهوری سوسیالیستی لیتوانی-بلاروس
جمهوری شورایی سوسیالیستی لیتوانی-بلاروس یا کوتاه‌شده‌اش لیتبِل(لیتوانیایی:Lietuvos–Baltarusijos Tarybinė Socialistinė Respublika، بلاروسی: Літоўска–Беларуская Савецкая Сацыялістычная Рэспубліка، روسی:Литовско–Белорусская ССР، لهستانی: Litewsko–Białoruska Republika Rad) نام دولتس سوسیالیستی بود که در سال ۱۹۱۹ به درازای هفت ماه در مرز کشورهای کنونی لیتوانی و روسیه سفید برقرار بود. این دولت از آمیختن دولت‌های جمهوری سوسیالیستی شورایی لیتوانی و جمهوری سوسیالیستی بلاروس شوروی پدید آمد و در جریان جنگ لهستان-شوروی و پس از اشغالش به دست نیروهای لهستانی از میان رفت.